# Ducatul Nassau
Ducatul Nassau a aparținut de statele Confederației Germane care a existat între anii  1815 și 1866 care a fost formată în urma Congresului de la Viena ca succesor al Sfântului Imperiu Roman. Landul a existat numai 60 de ani din 1806 până în1866. El se afla pe teritoriul landurilor de azi Hessa și Renania-Palatinat, capitala ducatului a fost până în 1816 Weilburg iar mai târziu  Wiesbaden.

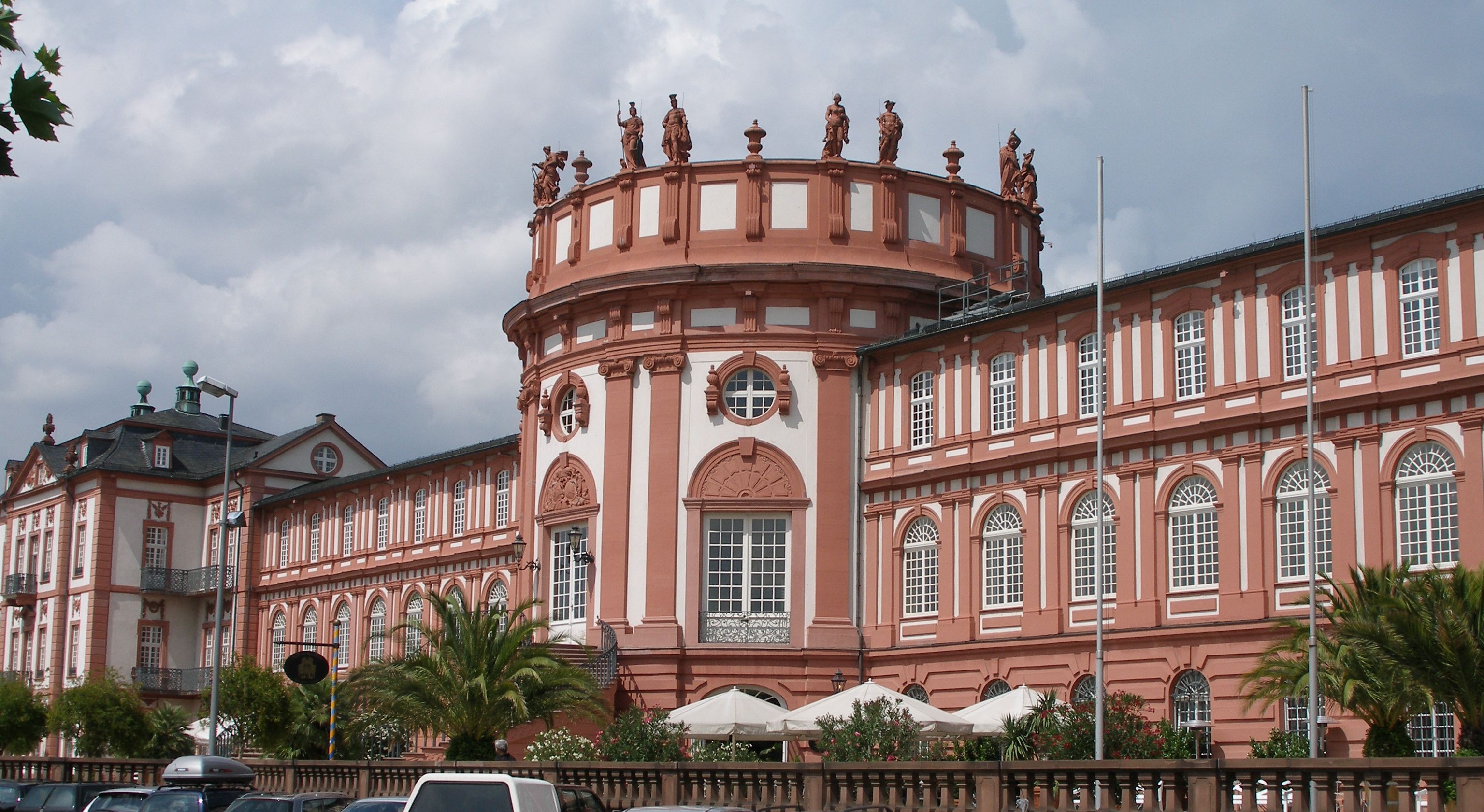
Castelul Biebrich

## Date geografice

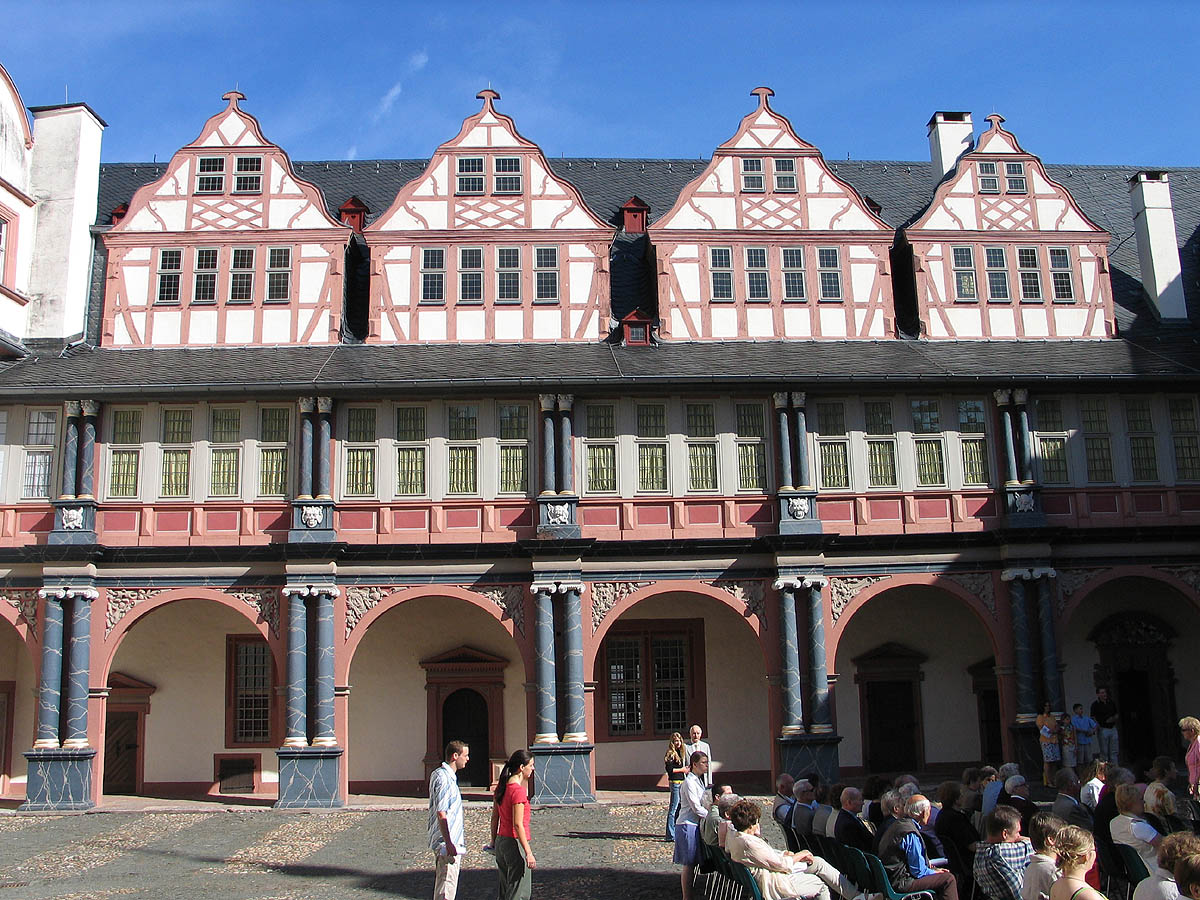
Castelul Weilburg

Ducatul se întindea în mare parte între Mittelgebirge (munți de înălțime milocie) Taunus și Westerwald. Granița de sud și vest a comitatului era delimitată de cursul lui  Main și Rin, iar la nord curgea Lahnul. Ținutul se învecina la nord și sud cu Marele Ducat Hessa mai departe la est cu ducatul Hessen-Homburg și cu orașul liber  Frankfurt, la vest cu provincia prusacă Rheinprovinz iar la est cu districtul Wetzlar.

## Populația
La formare ducatul avea 302.769 loc. ei erau în mare parte compuși din țărani, muncitori zilieri, sau meșteșugari. In anul 1819 cea mai mare parte a populației comitatului trăiau în localtăți cu peste 2000 de locuitori, iar restul în 850 de localități mai mici cu ca. 1200 de gospodării. După Wiesbaden cu 5000 loc. urma Limburg cu 2600 loc. Până în anul 1847 populația din  Wiesbaden ajunge la 14.000 loc. iar cea din  Limburg la 3400. Orașul al treilea ca mărime era Höchst am Main.

## Duci
| Regent           | Naștere        | Deces             | Perioada domniei                     |
| ---------------- | -------------- | ----------------- | ------------------------------------ |
| Friedrich August | 23. April 1738 | 24. März 1816     | 30. August 1806 – 24. März 1816      |
| Wilhelm I.       | 14. Juni 1792  | 20. August 1839   | 24. März 1816 – 20. August 1839      |
| Adolf I.         | 24. Juli 1817  | 17. November 1905 | 20. August 1839 – 20. September 1866 |

## Miniștri de stat
| Ministru de stat                                        | De la | Până la |
| ------------------------------------------------------- | ----- | ------- |
| Hans Christoph Ernst von Gagern                         | 1806  | 1811    |
| Ernst Franz Ludwig Marschall von Bieberstein            | 1806  | 1834    |
| Carl Wilderich Graf von Walderdorff                     | 1834  | 1842    |
| Friedrich Georg Karl Anton Freiherr von Bock-Hermsdorff | 1842  | 1843    |
| Emil August Freiherr von Dungern                        | 1843  | 1848    |
| August Hergenhahn                                       | 1848  | 1849    |
| Friedrich Gerhard Freiherr von Winzingerode             | 1849  | 1852    |
| August Ludwig Prinz zu Sayn-Wittgenstein-Berleburg      | 1852  | 1866    |
| August Hergenhahn                                       | 1866  | 1866    |